# Martti Rautanen

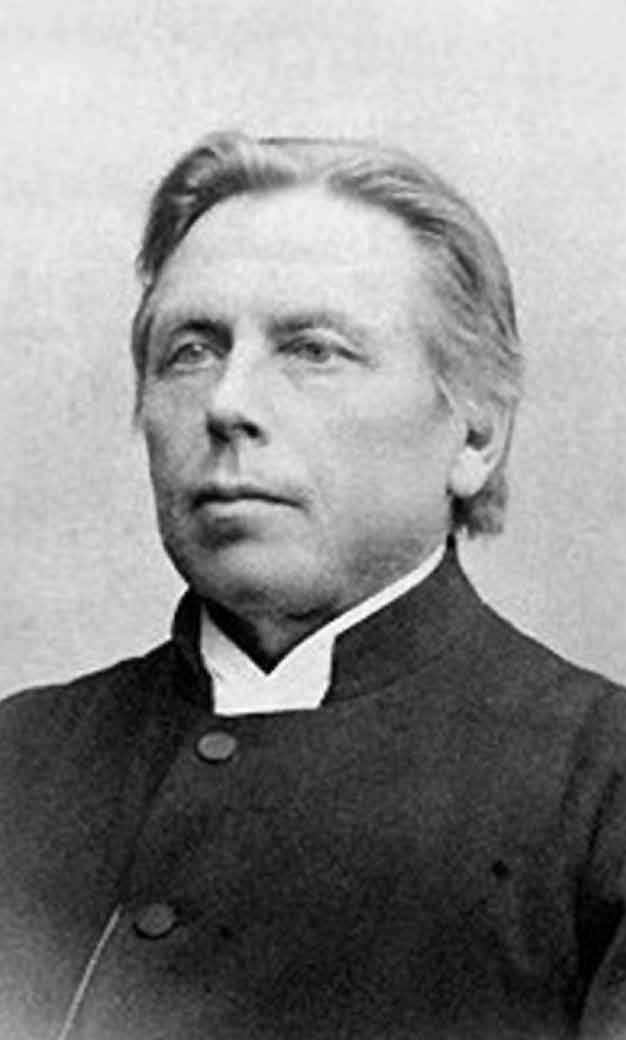
Martti Rautanen

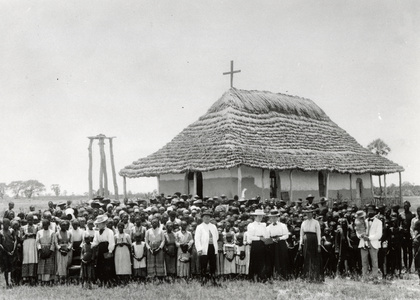
Martti Rautanen med församling vid Olukonda missionsstation 1899.

Martti Rautanen, född 10 november 1845 i Tikopis, Ingermanland, död 19 oktober 1926 i Olukonda, Namibia, var en finländsk missionär.
Han tillhörde pionjärerna i missionsverksamheten i Ovamboland från 1868 och var missionens chef 1885-1920. Han utvecklade ett skriftspråk för ndonga och översatte Bibeln till ndonga. 

## Utmärkelser
- Riddartecknet av I klass av Finlands Vita Ros’ orden[1]
- Fjärde klassen av Röda örns orden[1]

[Redigera Wikidata]